# دودوك

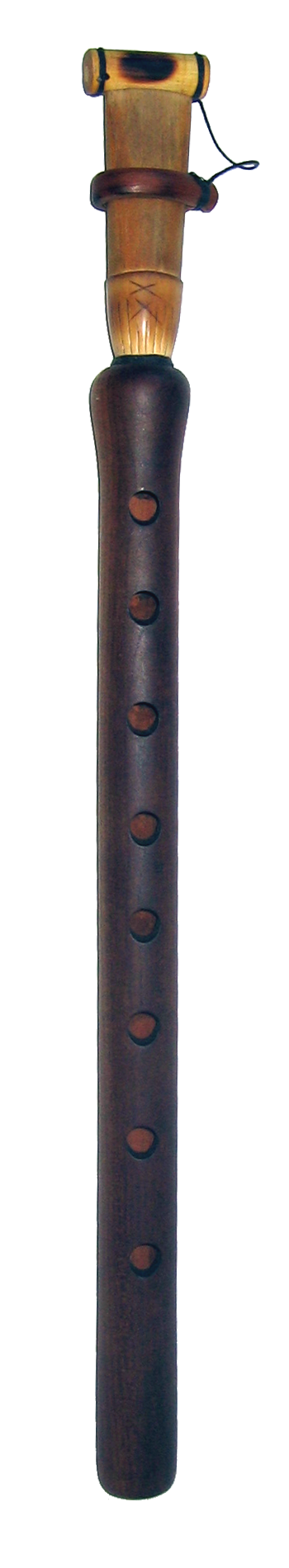

الدودوك اسم يطلق على المزمار الأرمني، وهو آلة موسيقية نافخة مزدوجة اللسان تتميّز بنغمتها الدافئة والناعمة والخيشومية قليلاً، وتنتمي إلى فئة الأصوات الهوائية التي تشمل أيضاً آلة البلابان المستخدمة في أذربيدجان وإيران وآلة الدودوك الشائعة في جيورجيا والناي التركي. ويُعتبر الخشب الناعم المستخرج من شجرة المشمش المادة المثلى لصناعة هذه الآلة الموسيقية. أمّا القصب الذي يصنع منه لسان الدودوك والذي يطلق عليه اسم غاميش أو يغيغ بالأرمنية، فهو نبتة محلية تنمو على ضفاف نهر أراكس.
ترقى جذور موسيقى الدودوك الأرمنية إلى زمن الملك الأرمني تيغران الكبير (95-55 ق.م.). وهي ترافق الأغاني والرقصات الأرمنية الشعبية التقليدية من مختلف المناطق وتُعزف في المناسبات الهامة كحفلات الزفاف والجنازات. وبالرغم من وجود عازفين منفردين مشهورين، لعلّ أبرزهم جيفورغ دباغيان وفاتشيه شرافيان، إلاّ أنّه غالباً ما تستدعي هذه الآلة وجود موسيقيَين للعزف عليها، بحيث يقوم أولهما بتهيئة الجو الموسيقي للحن الرئيس من خلال عزف لحن رتيب يحافظ عليه بتطبيق تقنية التنفس الدائري في حين يقدّم العازف الثاني ألحاناً وارتجالات معقدة نوعاً ما. وتتوفّر آلة الدودوك بأربعة أنواع رئيسة، يتراوح طولها بين 28 و40 سم. وبفضل هذا التنوع، يمكن عازف الدودوك التعبير عن حالات مختلفة حسب مضمون المعزوفة وسياق العزف. فعلى سبيل المثال، يعدّ الدودوك بشكله الأطول (40 سم) الآلة الأنسب لتلحين الأغاني العاطفية، بينما يُستخدم الشكل الأصغر منه لمواكبة الرقصات. وحتى يومنا هذا، لا يزال الحرفيون يستحدثون ويجرّبون أشكالاً مختلفة من الدودوك، هذه الآلة التي تسمح لمعظم الأرمن بالتعبير ببلاغة مطلقة عن مشاعر الدفء والفرح التي تنتابهم وعن تاريخهم الحافل بالأحداث.
لكن، خلال العقود القليلة المنصرمة، بدأت شعبية موسيقى الدودوك تفقد رونقها، خاصة في المناطق الريفية، وهي منبعها الأول. وأخذت هذه الآلة تغيب رويداً رويداً عن الاحتفالات الشعبية لتظهر أكثر على منصات الحفلات الموسيقية التي يحييها عازفون محترفون، الأمر الذي قد يهدد استمرارية هذه الموسيقى وطابعها التقليدي.